# Busto de Bureba
Busto de Bureba település Spanyolországban, Burgos tartományban. Busto de Bureba Berzosa de Bureba, La Vid de Bureba, Quintanaélez, Oña, Cascajares de Bureba, Miraveche, Cubo de Bureba és Fuentebureba községekkel határos. Lakosainak száma 143 fő (2024).

## Népesség
A település népessége az utóbbi években az alábbiak szerint változott:
| Lakosok száma | 224  | 216  | 193  | 199  | 193  | 175  | 157  | 139  | 138  | 143  |
|               | 2001 | 2004 | 2006 | 2009 | 2011 | 2014 | 2016 | 2019 | 2021 | 2024 |